# Akustocerebrografia
Akustocerebrografia (ACG) – metoda diagnostyczna wykorzystywana w medycynie przede wszystkim w celu rozpoznawania chorób mózgu oraz centralnego systemu nerwowego
. Może być również wykorzystywana do ciągłego monitoringu mózgu oraz ciśnienia śródczaszkowego. ACG jest nieinwazyjną, nie używającą promieniowania jonizującego oraz nie posiadająca skutków ubocznych przezczaszkową metoda spektroskopii akustycznej, która w oparciu o zasady akustyki molekularnej umożliwia badanie komórkowej i molekularnej struktury mózgu. ACG pozwala również na ocenę tempa przepływu krwi oraz na diagnostykę zaburzeń krążenia mózgowego.

## Pasywna i aktywna akustocerebrografia

### Pasywna akustocerebrografia
Przepływ krwi przez układ naczyniowy mózgu wywiera ciśnienie na otaczająca ją tkankę powodując w niej przemieszczenia. Każde uderzenie serca wprawia mózg w obrębie w czaszce w drgania według powtarzającego się wzorca. Oscylacje te są zależne od wielkości, kształtu, struktury oraz szybkości przepływu krwi w układzie naczyniowym mózgu. W dalszej kolejności oscylacje te wywołują ruch  tkanki mózgowej oraz płynu mózgowo-rdzeniowego wywierając niewielki nacisk na czaszkę (zmiany ciśnienia wewnątrzczaszkowego). Oddziaływanie tych oscylacji na czaszkę może być wykrywane i, w razie potrzeby, zmierzone. W celu detekcji tego rodzaju sygnałów na powierzchni czaszki stosuje się obecnie najczęściej pasywne sensory jak np. akcelerometry. W razie potrzeby rejestracji mierzonych sygnałów używa się również bardzo czułych mikrofonów. Dzięki digitalizacji otrzymanych sygnałów możliwe jest wyodrębnienie z nich osobniczych cech (sygnatur) badanego. Obecnie rozwijane są algorytmy w celu identyfikacji prawidłowych wzorców sygnałów mózgowych oraz wzorców najczęściej spotykanych zaburzeń.

### Aktywna akustocerebrografia
Aktywna ACG używa harmonicznego wieloczęstotliwościowego sygnału ultradźwiękowego do wykrywania i klasyfikacji niepożądanych zmian w tkance mózgowej. Oprócz zalet jej pasywnego wariantu, aktywna ACG umożliwia także widmową analizę sygnałów akustycznych. Tego rodzaju analiza pozwala następnie nie tylko na ocenę zmian w strukturze naczyniowej, ale również w strukturze komórkowo-molekularnej mózgu.
Wariantem aktywnej ACG jest tzw. doppler przezczaszkowy (DPC, ang. TCD). Zarówno ta technika jak i jej nowsza wersja - kolorowy doppler przezczaszkowy (KDPC, ang. TCCG)) są ultradźwiękowymi metodami pomiarowymi, które umożliwiają pomiar prędkości przepływu krwi przez naczynia krwionośne mózgu. Stosowane są one w diagnostyce zatorowości, zwężenia lub skurczu naczyń ze względu na przykład na krwotok podpajęczynówkowy (krwawienia z pękniętego tętniaka) oraz innych.

## Zastosowania akustocerebrografii
W przeciwieńswte do technik migawkowych typu MRT czy CT akustocerebrografia umożliwia tanie w utrzymaniu, ciągłe monitorowanie pacjenta w czasie rzeczywistym, co jest szczególnie istotnych w reżimie czasowym ostrych stanów po udarze mózgu lub po jego ciężkich urazach (ang. TBI). Oceny danych pomiarowych są przeprowadzane za pomocą statystycznych metod matematycznych, a następnie są obrazowane na monitorze. Komputerowa analiza uzyskanych danych umożliwia użytkownikowi (lekarz, personel medyczny) jasny do zinterpretowania wynik. ACG umożliwia poza tym prewencyjną diagnostykę zmian psychopatologicznych tkanki mózgowej.